# بفتا فلوشیپ
بفتا فلوشیپ یا آکادمی فلوشیپ (به انگلیسی: BAFTA Fellowship)، یک جایزه دستاورد طول عمری توسط بفتا به هدف به رسمیت شناختن «دستاورد و موفقیت برجسته در هنر فرم برای فیلم» است. این جایزه که از سال ۱۹۷۱ به صورت سالانه اعطا می‌شود بالاترین افتخاری است که آکادمی می‌تواند اهدا کند. دریافت کنندگان فلوشیپ به‌طور عمده کارگردانان فیلم بوده‌اند. اما برخی از جوایز هم به هنرپیشه‌ها، تهیه‌کنندگان فیلم و تلویزیون، فیلم‌بردارها، تدوین‌گران فیلم، فیلم‌نامه‌نویسان و از سال ۲۰۰۷ به مشارکت کنندگان در صنعت بازی ویدئویی اعطا شده‌اند. در سال ۲۰۰۲، شرکت مرچنت آیووری پروداکشن اولین سازمانی شد که این جایزه را به‌دست آورد. در سال ۲۰۱۰، شیگرو میاموتو اولین شهروند یک کشور آسیایی بود که این جایزه را دریافت کرد.
دریافت کننده افتتاحیه این جایزه، فیلمساز و تهیه‌کننده آلفرد هیچکاک بود. این جایزه بعد از مرگ، به زوج کمدی مورکامب و وایز و در سال ۲۰۰۰ به استنلی کوبریک که یک سال پیش مرده بود اعطا شد.

## بفتا فلوشیپ
| سال  | کشور تابعیت                    | شخص                                                                                  | شخص                   | مشارکت   | یادداشت | منبع         |
| ---- | ------------------------------ | ------------------------------------------------------------------------------------ | --------------------- | -------- | --- | ------------ |
| ۱۹۷۱ | بریتانیا                       | Alfred Hitchcock in 1956                                                             | آلفرد هیچکاک          | فیلم     | فیلم‌ساز و تهیه‌کننده | [ ۶ ]        |
| ۱۹۷۲ | بریتانیا                       | —                                                                                    | فردی یانگ             | فیلم     | فیلمبردار | [ ۷ ]        |
| ۱۹۷۳ | بریتانیا                       | —                                                                                    | گریس ویندام گلدی      | تلویزیون | تهیه‌کننده | [ ۷ ]        |
| ۱۹۷۴ | بریتانیا                       |                                                                                      | دیوید لین             | فیلم     | فیلمساز، تهیه‌کننده، فیلمنامه‌نویس و ویرایشگر                                                                            | [ ۸ ]        |
| ۱۹۷۵ | فرانسه                         | Jacques-Yves Cousteau in 1976                                                        | ژاک-ایو کوستو         | فیلم     | کاوشگر، بوم‌شناس و فیلمساز                                                                                              | [ ۷ ]        |
| ۱۹۷۶ | بریتانیا                       | Charlie Chaplin, wearing a bowler hat                                                | چارلی چاپلین          | فیلم     | فیلمساز، بازیگر، نویسنده، کارگردان، تهیه‌کننده، آهنگساز و ویرایشگر                                                      | [ ۶ ]        |
| ۱۹۷۶ | بریتانیا                       | Laurence Olivier, facing to the right                                                | لارنس الیویه          | فیلم     | بازیگر، کارگردان و تهیه‌کننده                                                                                           | [ ۶ ]        |
| ۱۹۷۷ | بریتانیا                       | —                                                                                    | دنیس فرمن             | تلویزیون | کارگردان و سپس رئیس بنیاد فیلم بریتانیا و آی‌تی‌وی گرانادا                                                               | [ ۷ ]        |
| ۱۹۷۸ | ایالات متحده آمریکا            | Fred Zinnemann in the 1940s                                                          | فرد زینمان            | فیلم     | کارگردان فیلم | [ ۷ ]        |
| ۱۹۷۹ | بریتانیا                       |                                                                                      | لو گرید               | تلویزیون | مالک رسانه | [ ۹ ]        |
| ۱۹۷۹ | بریتانیا                       | Huw Wheldon in 1980                                                                  | هو ولدون              | تلویزیون | پخش کننده و اجرا | [ ۷ ]        |
| ۱۹۸۰ | بریتانیا                       | David Attenborough in 2015                                                           | دیوید اتنبرو          | تلویزیون | پخش کننده و طبیعت‌شناس                                                                                                  | [ ۱۰ ]       |
| ۱۹۸۰ | ایالات متحده آمریکا            | John Huston in Chinatown (1974)                                                      | جان هیوستون           | فیلم     | بازیگر، فیلم‌ساز و فیلمنامه‌نویس                                                                                         | [ ۷ ]        |
| ۱۹۸۱ | فرانسه                         | Abel Gance by the Studio Harcourt                                                    | ابل گانس              | فیلم     | کارگردان فیلم و تهیه‌کننده                                                                                              | [ ۷ ]        |
| ۱۹۸۱ | بریتانیا                       |                                                                                      | مایکل پاول            | فیلم     | کارگردان فیلم و عضوی از پاول و پرسبرگر                                                                                 | [ ۱۱ ]       |
| ۱۹۸۱ | بریتانیا                       |                                                                                      | امریک پرسبرگر         | فیلم     | فیلمنامه‌نویس، کارگردان فیلم، تهیه‌کننده و عضوی از پاول و پرسبرگر                                                        | [ ۱۱ ]       |
| ۱۹۸۲ | لهستان                         | Andrzej Wajda, Warsaw (Poland), April 2008                                           | آندری وایدا           | فیلم     | کارگردان فیلم | [ ۷ ]        |
| ۱۹۸۳ | بریتانیا                       | Richard Attenborough                                                                 | ریچارد اتنبرا         | فیلم     | بازیگر، کارگردان فیلم و تهیه‌کننده                                                                                      | [ ۱۲ ]       |
| ۱۹۸۴ | بریتانیا                       | —                                                                                    | هیو گرین              | تلویزیون | روزنامه‌نگار و مجری تلویزیون                                                                                            | [ ۷ ]        |
| ۱۹۸۴ | اتریش                          | —                                                                                    | سم اسپیگل             | فیلم     | تهیه‌کننده فیلم | [ ۷ ]        |
| ۱۹۸۵ | بریتانیا                       | —                                                                                    | جرمی ایزاک            | تلویزیون | تهیه‌کننده تلویزیون و اجرا                                                                                              | [ ۷ ]        |
| ۱۹۸۶ | ایالات متحده آمریکا            | Spielberg in 1999                                                                    | استیون اسپیلبرگ       | فیلم     | کارگردان، فیلمنامه‌نویس و تهیه‌کننده فیلم                                                                                | [ ۶ ]        |
| ۱۹۸۷ | ایتالیا                        | Federico Fellini                                                                     | فدریکو فلینی          | فیلم     | کارگردان | [ ۸ ]        |
| ۱۹۸۸ | سوئد                           | Ingmar Bergman examining a negative                                                  | اینگمار برگمان        | فیلم     | کارگردان، نویسنده و تهیه‌کننده                                                                                          | [ ۸ ]        |
| ۱۹۸۹ | بریتانیا                       | Alec Guinness in 1973                                                                | الک گینس              | فیلم     | بازیگر | [ ۷ ]        |
| ۱۹۹۰ | بریتانیا                       | —                                                                                    | پاول فاکس             | تلویزیون | مجری تلویزیون | [ ۷ ]        |
| ۱۹۹۱ | فرانسه                         | —                                                                                    | لویی مال              | فیلم     | کارگردان | [ ۷ ]        |
| ۱۹۹۲ | بریتانیا                       | John Gielgud                                                                         | جان گیلگد             | فیلم     | بازیگر | [ ۱۳ ]       |
| ۱۹۹۲ | بریتانیا                       | —                                                                                    | دیوید پلارایت         | تلویزیون | اجرا و تهیه‌کننده | [ ۱۴ ]       |
| ۱۹۹۳ | بریتانیا                       | —                                                                                    | سیدنی ساموئلسون       | فیلم     | اولین کمیسیونر فیلم بریتانیا                                                                                           | [ ۱۵ ]       |
| ۱۹۹۳ | ایالات متحده آمریکا            | —                                                                                    | کالین یانگ            | فیلم     | اولین کارگردان مدرسه ملی فیلم و تلویزیون                                                                               | [ ۷ ] [ ۱۶ ] |
| ۱۹۹۴ | بریتانیا                       | Official portrait of Michael Grade                                                   | مایکل گرید            | تلویزیون | مدیر پخش | [ ۷ ]        |
| ۱۹۹۵ | ایالات متحده آمریکا            | Billy Wilder (right) with Gloria Swanson, circa 1950                                 | بیلی وایلدر           | فیلم     | روزنامه‌نگار، فیلم‌ساز، فیلمنامه‌نویس و تهیه‌کننده                                                                         | [ ۸ ]        |
| ۱۹۹۶ | فرانسه                         | Jeanne Moreau in front of a red background, waving                                   | ژن مورو               | فیلم     | بازیگر، فیلمنامه‌نویس، کارگردان                                                                                         | [ ۱۷ ]       |
| ۱۹۹۶ | بریتانیا                       | Neame and Judy Garland on the set of I Could Go On Singing                           | رونالد نیم            | فیلم     | فیلمبردار، تهیه‌کننده، فیلمنامه‌نویس و کارگردان                                                                          | [ ۷ ]        |
| ۱۹۹۶ | بریتانیا                       | —                                                                                    | جان شلزینجر           | فیلم     | کارگردان فیلم و صحنه                                                                                                   | [ ۷ ]        |
| ۱۹۹۶ | بریتانیا                       | Maggie Smith                                                                         | مگی اسمیت             | تلویزیون | بازیگر فیلم، صحنه و تلویزیون                                                                                           | [ ۷ ]        |
| ۱۹۹۷ | ایالات متحده آمریکا            | Woody Allen                                                                          | وودی آلن              | فیلم     | کارگردان، فیلمنامه‌نویس، بازیگر و نمایشنامه نویس                                                                        | [ ۸ ]        |
| ۱۹۹۷ | ایالات متحده آمریکا            | Steven Bochco and wife Barbara Bosson on the red carpet at the Emmys in 1994         | استیون بوچکو          | تلویزیون | تهیه‌کننده و نویسنده | [ ۷ ]        |
| ۱۹۹۷ | بریتانیا                       | Julie Christie at the Guadalajara International Film Festival in 1997                | جولی کریستی           | فیلم     | بازیگر | [ ۷ ]        |
| ۱۹۹۷ | ایالات متحده آمریکا            | —                                                                                    | اوسوالد موریس         | فیلم     | فیلمبردار | [ ۷ ]        |
| ۱۹۹۷ | بریتانیا                       | —                                                                                    | هارولد پینتر          | فیلم     | نمایشنامه نویس، فیلمنامه‌نویس، بازیگر و کارگردان                                                                        | [ ۱۸ ]       |
| ۱۹۹۷ | ایالات متحده آمریکا            | David Rose (third left) at the AFRS Radio Show                                       | دیوید رز              | تلویزیون | ترانه‌سرا، آهنگساز و تنظیم کننده                                                                                        | [ ۷ ]        |
| ۱۹۹۸ | بریتانیا                       | Sean Connery, 1999                                                                   | شان کانری             | فیلم     | بازیگر | [ ۱۹ ]       |
| ۱۹۹۸ | بریتانیا                       | —                                                                                    | بیل کتان              | تلویزیون | تهیه‌کننده و اجرا | [ ۲۰ ]       |
| ۱۹۹۹ | بریتانیا                       | —                                                                                    | اریک مورکامب          | تلویزیون | بازیگر تلویزیون و صحنه و عضوی از مورکامب و وایز                                                                        | [ ۲۱ ]       |
| ۱۹۹۹ | بریتانیا                       | —                                                                                    | ارنی وایز             | تلویزیون | بازیگر تلویزیون و صحنه و عضوی از مورکامب و وایز                                                                        | [ ۲۱ ]       |
| ۱۹۹۹ | بریتانیا                       | Taylor photographed for Argentinean Magazine in 1947                                 | الیزابت تیلور         | فیلم     | بازیگر | [ ۶ ]        |
| ۲۰۰۰ | بریتانیا                       | Michael Caine                                                                        | مایکل کین             | فیلم     | بازیگر | [ ۴ ]        |
| ۲۰۰۰ | ایالات متحده آمریکا            |                                                                                      | استنلی کوبریک         | فیلم     | فیلم‌ساز، فیلمنامه‌نویس، تهیه‌کننده و عکاس                                                                                | [ ۴ ]        |
| ۲۰۰۰ | بریتانیا                       | Peter Bazalgette                                                                     | پیتر بازالگت          | تلویزیون | کارشناس رسانه | [ ۲۲ ]       |
| ۲۰۰۱ | بریتانیا                       | Albert Finney 1966                                                                   | آلبرت فینی            | فیلم     | بازیگر | [ ۲۳ ]       |
| ۲۰۰۱ | بریتانیا                       |                                                                                      | جان ثا                | تلویزیون | بازیگر | [ ۲۴ ]       |
| ۲۰۰۱ | بریتانیا                       | Judi Dench at the BAFTAs in 2007                                                     | جودی دنچ              | فیلم     | بازیگر | [ ۲۵ ]       |
| ۲۰۰۲ | ایالات متحده آمریکا            | Warren Beatty at the Academy Awards                                                  | وارن بیتی             | فیلم     | بازیگر، تهیه‌کننده، فیلمنامه‌نویس و کارگردان                                                                             | [ ۲۶ ]       |
| ۲۰۰۲ | —                              | —                                                                                    | مرچنت آیووری پروداکشن | فیلم     | تأسیس توسط کارگردان جیمز آیووری و تهیه‌کننده اسماعیل مرچنت اولین سازمان برنده این جایزه                                 | [ ۲۷ ]       |
| ۲۰۰۲ | بریتانیا                       | —                                                                                    | اندرو دیویس           | تلویزیون | نویسنده و فیلمنامه‌نویس                                                                                                 | [ ۶ ]        |
| ۲۰۰۲ | بریتانیا                       |                                                                                      | جان میلز              | فیلم     | بازیگر | [ ۲۸ ]       |
| ۲۰۰۳ | ایالات متحده آمریکا            |                                                                                      | سائول زانتز           | فیلم     | تهیه‌کننده | [ ۲۹ ]       |
| ۲۰۰۳ | بریتانیا                       | —                                                                                    | دیوید جیسون           | تلویزیون | بازیگر | [ ۳۰ ]       |
| ۲۰۰۴ | بریتانیا                       | John Boorman                                                                         | جان بورمن             | فیلم     | فیلم‌ساز | [ ۳۱ ]       |
| ۲۰۰۴ | ایالات متحده آمریکا            | —                                                                                    | راجر گریف             | فیلم     | فیلم‌ساز | [ ۳۲ ]       |
| ۲۰۰۵ | بریتانیا                       |                                                                                      | جان بری               | فیلم     | آهنگساز | [ ۳۳ ]       |
| ۲۰۰۵ | بریتانیا                       | David Frost                                                                          | دیوید فراست           | تلویزیون | نویسنده، روزنامه‌نگار و ارائه کننده                                                                                     | [ ۶ ]        |
| ۲۰۰۶ | بریتانیا                       | David Puttnam                                                                        | دیوید پوتنام          | فیلم     | تهیه‌کننده | [ ۳۴ ]       |
| ۲۰۰۶ | بریتانیا                       | Ken Loach                                                                            | کن لوچ                | تلویزیون | کارگردان فیلم و تلویزیون                                                                                               | [ ۳۵ ]       |
| ۲۰۰۷ | بریتانیا                       | —                                                                                    | آن وی. کوتس           | فیلم     | ویرایشگر فیلم | [ ۳۶ ]       |
| ۲۰۰۷ | بریتانیا                       | Richard Curtis                                                                       | ریچارد کرتیس          | فیلم     | فیلمنامه‌نویس، تهیه‌کننده موسیقی، بازیگر و کارگردان فیلم                                                                 | [ ۶ ]        |
| ۲۰۰۷ | ایالات متحده آمریکا            | Will Wright speaking at South by Southwest                                           | ویل رایت              | بازی     | طراح و بنیان‌گذار ماکسیس                                                                                                | [ ۳۷ ]       |
| ۲۰۰۸ | بریتانیا                       | Hopkins at the Tuscan Sun Festival, Cortona, 2009                                    | آنتونی هاپکینز        | فیلم     | بازیگر فیلم، صحنه و تلویزیون                                                                                           | [ ۶ ]        |
| ۲۰۰۸ | بریتانیا                       | Bruce Forsyth in a tuxedo                                                            | بروس فورسایت          | تلویزیون | سرگرمی و ارائه کننده                                                                                                   | [ ۳۸ ]       |
| ۲۰۰۹ | بریتانیا                       | Dawn French                                                                          | داون فرنچ             | تلویزیون | بازیگر، نویسنده، طنزپرداز و عضوی از فرنچ و ساندرز                                                                      | [ ۶ ]        |
| ۲۰۰۹ | بریتانیا                       | Jennifer Saunders                                                                    | جنیفر ساندرز          | تلویزیون | بازیگر، فیلمنامه‌نویس، طنزپرداز و عضوی از فرنچ و ساندرز                                                                 | [ ۶ ]        |
| ۲۰۰۹ | بریتانیا                       | Gilliam at the 36th Deauville American Films Festival                                | تری گیلیام            | فیلم     | نویسنده، فیلم‌ساز، انیماتور و عضوی از مانتی پایتان                                                                      | [ ۳۹ ]       |
| ۲۰۰۹ | ایالات متحده آمریکا            | Nolan Bushnell speaking in a coffee shop                                             | نولان باشنل           | بازی     | مهندس و بنیان‌گذار آتاری آی‌ان‌سی                                                                                         | [ ۴۰ ]       |
| ۲۰۱۰ | بریتانیا                       | At the "Stars In The Alley" concert in Shubert Alley in New York City on 6 June 2007 | ونسا ردگریو           | فیلم     | بازیگر | [ ۴۱ ]       |
| ۲۰۱۰ | ژاپن                           | Shigeru Miyamoto at the GDC 2007                                                     | شیگرو میاموتو         | بازی     | طراح بازی در نینتندو، برجسته‌ترین برای سوپر ماریو و سری افسانه زلدا                                                     | [ ۴۲ ]       |
| ۲۰۱۰ | بریتانیا                       | Melvyn Bragg speaking at the LSE.                                                    | ملوین برگ             | تلویزیون | نویسنده و پخش کننده | [ ۴۳ ]       |
| ۲۰۱۱ | بریتانیا                       | Lee in 2009                                                                          | کریستوفر لی           | فیلم     | بازیگر و موسیقی دان | [ ۱ ] [ ۴۴ ] |
| ۲۰۱۱ | بریتانیا                       |                                                                                      | پیتر مالینوکس         | بازی     | طراح | [ ۴۵ ]       |
| ۲۰۱۱ | بریتانیا                       | —                                                                                    | تره‌ور مک‌دانلد         | تلویزیون | خبرنگار و ارائه کننده                                                                                                  | [ ۴۶ ]       |
| ۲۰۱۲ | ایالات متحده آمریکا            | Scorsese in 2007                                                                     | مارتین اسکورسیزی      | فیلم     | کارگردان فیلم و تهیه‌کننده                                                                                              | [ ۴۷ ]       |
| ۲۰۱۲ | استرالیا                       | Harris in 2010                                                                       | رولف هریس             | تلویزیون | هنرمند، موسیقی دان و مجری تلویزیون (فلوشیپ هریس در ۳۰ ژوئن ۲۰۱۴ به دنبال محکومیت کیفری اش لغو شد)                      | [ ۴۸ ]       |
| ۲۰۱۳ | بریتانیا                       | Parker in London in 2012                                                             | آلن پارکر             | فیلم     | کارگردان و فیلمنامه‌نویس                                                                                                | [ ۴۹ ]       |
| ۲۰۱۳ | ایالات متحده آمریکا            | Gabe Newell at Game Developer Conference in 2010                                     | گیب نیوئل             | بازی     | توسعه دهنده و بنیان‌گذار شرکت ولو                                                                                       | [ ۵۰ ]       |
| ۲۰۱۳ | بریتانیا                       | Palin in a suit                                                                      | مایکل پیلین           | تلویزیون | طنزپرداز، بازیگر، نویسنده، مجری و عضوی از مانتی پایتان                                                                 | [ ۵۱ ]       |
| ۲۰۱۴ | بریتانیا                       | Helen Mirren                                                                         | هلن میرن              | فیلم     | بازیگر | [ ۵۲ ]       |
| ۲۰۱۴ | بریتانیا · ایالات متحده آمریکا | Rockstar Games                                                                       | راک‌استار گیمز         | بازی     | توسعه دهنده و ناشر، برجسته‌ترین برای سری اتومبیل‌دزدی بزرگ (پذیرفته شده توسط دن هوسر، سم هوسر، لسلی بنزیه و آرون گاربوت) | [ ۵۳ ]       |
| ۲۰۱۴ | بریتانیا                       | alt-Julie Walters                                                                    | جولی والترز           | تلویزیون | بازیگر | [ ۵۴ ]       |
| ۲۰۱۵ | بریتانیا                       | alt-Mike Leigh                                                                       | مایک لی               | فیلم     | نویسنده و کارگردان | [ ۵۵ ]       |
| ۲۰۱۵ | بریتانیا                       | David Braben                                                                         | دیوید برابن           | بازی     | برنامه‌نویس و طراح، مؤسس فرونتیر دولوپمنتس                                                                              | [ ۵۶ ]       |
| ۲۰۱۵ | بریتانیا                       | Jon Snow                                                                             | جان اسنو              | تلویزیون | روزنامه‌نگار و ارائه کننده                                                                                              | [ ۵۷ ]       |
| ۲۰۱۶ | ایالات متحده آمریکا · باهاما   | Sidney Poitier                                                                       | سیدنی پوآتیه          | فیلم     | بازیگر و کارگردان | [ ۵۸ ]       |
| ۲۰۱۶ | ایالات متحده آمریکا            | John Carmack                                                                         | جان کارمک             | بازی     | برنامه‌نویس، مهندس واقعیت مجازی و بنیان‌گذار مؤسسه اید سافت‌ویر                                                           | [ ۵۹ ]       |
| ۲۰۱۶ | بریتانیا                       | Ray Galton in 1964                                                                   | ری گالتون             | تلویزیون | نویسنده کمدی | [ ۶۰ ]       |
| ۲۰۱۶ | بریتانیا                       | Alan Simpson in 1964                                                                 | آلن سیمپسون           | تلویزیون | نویسنده کمدی | [ ۶۰ ]       |
| ۲۰۱۷ | ایالات متحده آمریکا            | Mel Brooks                                                                           | مل بروکس              | فیلم     | بازیگر، طنزپرداز و فیلم‌ساز                                                                                             | [ ۶۱ ]       |
| ۲۰۱۷ | بریتانیا                       | Joanna Lumley                                                                        | جوانا لاملی           | تلویزیون | بازیگر | [ ۶۲ ]       |
| ۲۰۱۸ | بریتانیا                       | Ridley Scott                                                                         | ریدلی اسکات           | فیلم     | کارگردان و تهیه‌کننده                                                                                                   | [ ۶۳ ]       |
| ۲۰۱۸ | ایالات متحده آمریکا            | Tim Schafer                                                                          | تیم شیفر              | بازی     | طراح بازی و مؤسس دابل فاین پروداکشنز                                                                                   | [ ۶۴ ]       |
| ۲۰۱۸ | بریتانیا                       | Kate Adie                                                                            | کیت آدی               | تلویزیون | روزنامه‌نگار | [ ۶۵ ]       |
| ۲۰۱۹ | ایالات متحده آمریکا            | Thelma Schoonmaker                                                                   | تلما شونمیکر          | فیلم     | ویرایشگر فیلم | [ ۶۶ ]       |
| ۲۰۱۹ | بریتانیا                       | Joan Bakewell                                                                        | جوان باکول            | تلویزیون | روزنامه‌نگار و پخش کننده                                                                                                | [ ۶۷ ]       |
| ۲۰۲۰ | ایالات متحده آمریکا            | Kathleen Kennedy                                                                     | کاتلین کندی           | فیلم     | تهیه‌کننده و مدیر کل لوکاس فیلم از سال ۲۰۱۲                                                                             | [ ۶۸ ]       |
| ۲۰۲۰ | ژاپن                           | Hideo Kojima                                                                         | هیدئو کوجیما          | بازی     | طراح بازی، برجسته‌ترین برای سری متال گیر و مؤسس کوجیما پروداکشنز                                                        | [ ۶۹ ]       |
| ۲۰۲۱ | بریتانیا                       | Siobhan Reddy in 2014                                                                | شیوون ردی             | بازی     | کارگردان استودیو مدیا مولکول از ۲۰۰۹                                                                                   | [ ۷۰ ]       |
| ۲۰۲۱ | تایوان                         | Ang Lee in 2016                                                                      | انگ لی                | فیلم     | کارگردان، فیلم‌نامه‌نویس و تهیه‌کننده                                                                                     | [ ۷۱ ]       |
| ۲۰۲۲ | بریتانیا                       | Billy Connolly in 2012                                                               | بیلی کانلی            | تلویزیون | بازیگر، کمدین، هنرمند، نویسنده، موسیقی‌دان و مجری                                                                       | [ ۷۲ ]       |
| ۲۰۲۳ | بریتانیا                       | Sandy Powell at the Berlin Film Festival in 2011                                     | سندی پاول             | فیلم     | طراح لباس | [ ۷۳ ]       |
| ۲۰۲۳ | ژاپن                           | Shuhei Yoshida in 2022                                                               | شوهی یوشیدا           | بازی     | طراح بازی و رئیس پیشین سونی اینتراکتیو انترتینمنت                                                                      | [ ۷۴ ]       |
| ۲۰۲۳ | بریتانیا                       | Syal at the 7th Asian Awards                                                         | میرا سایال            | تلویزیون | فیلمنامه‌نویس، تهیه‌کننده و بازیگر                                                                                       | [ ۷۵ ]       |
| ۲۰۲۴ | بریتانیا                       | Samantha_Morton_Edinburgh_International_Film_Festival                                | سامانتا مورتون        | فیلم     | بازیگر |              |

## واژه نامه
1. ↑  Aaron Garbut
2. ↑  Frontier Developments